# Natz

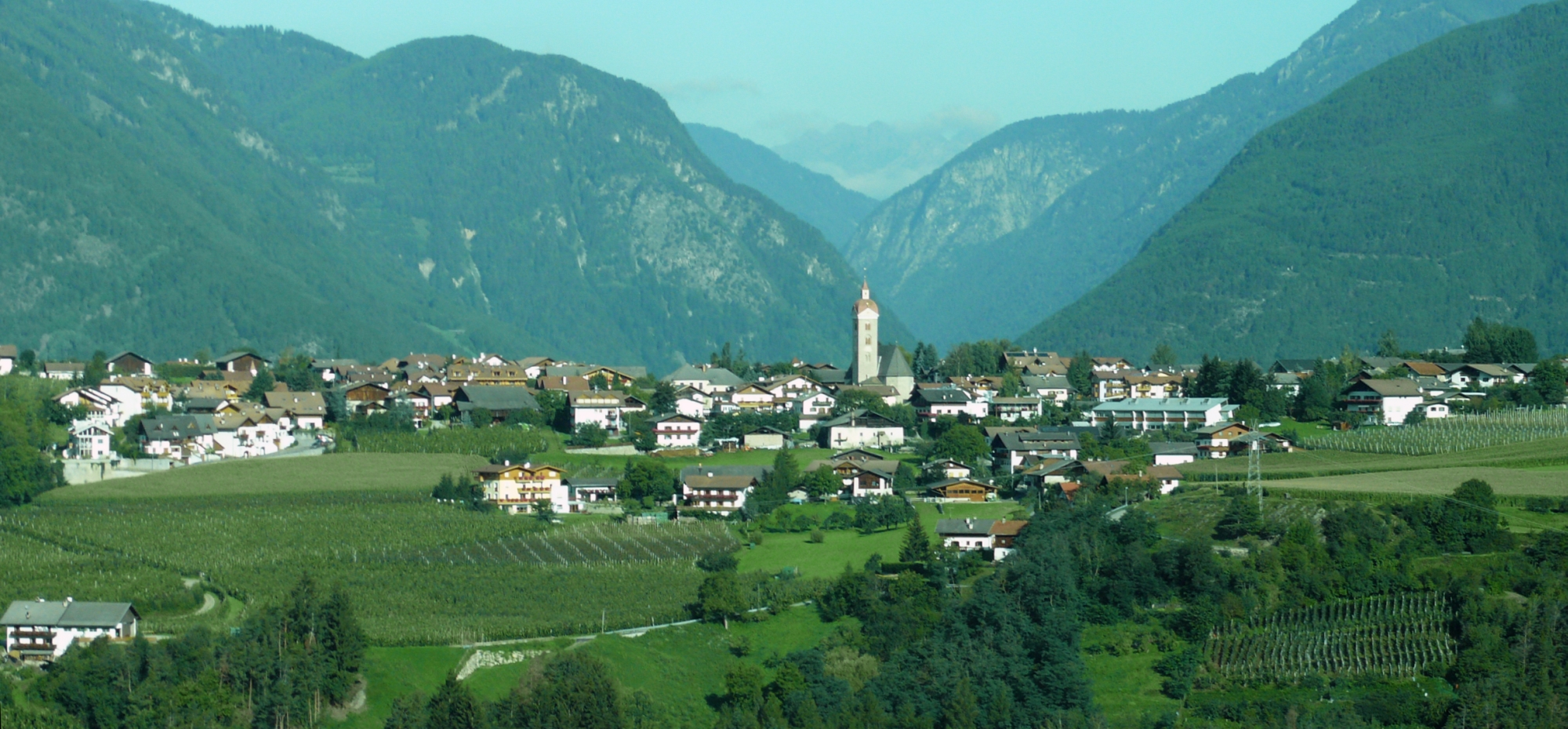
Ansicht von Natz

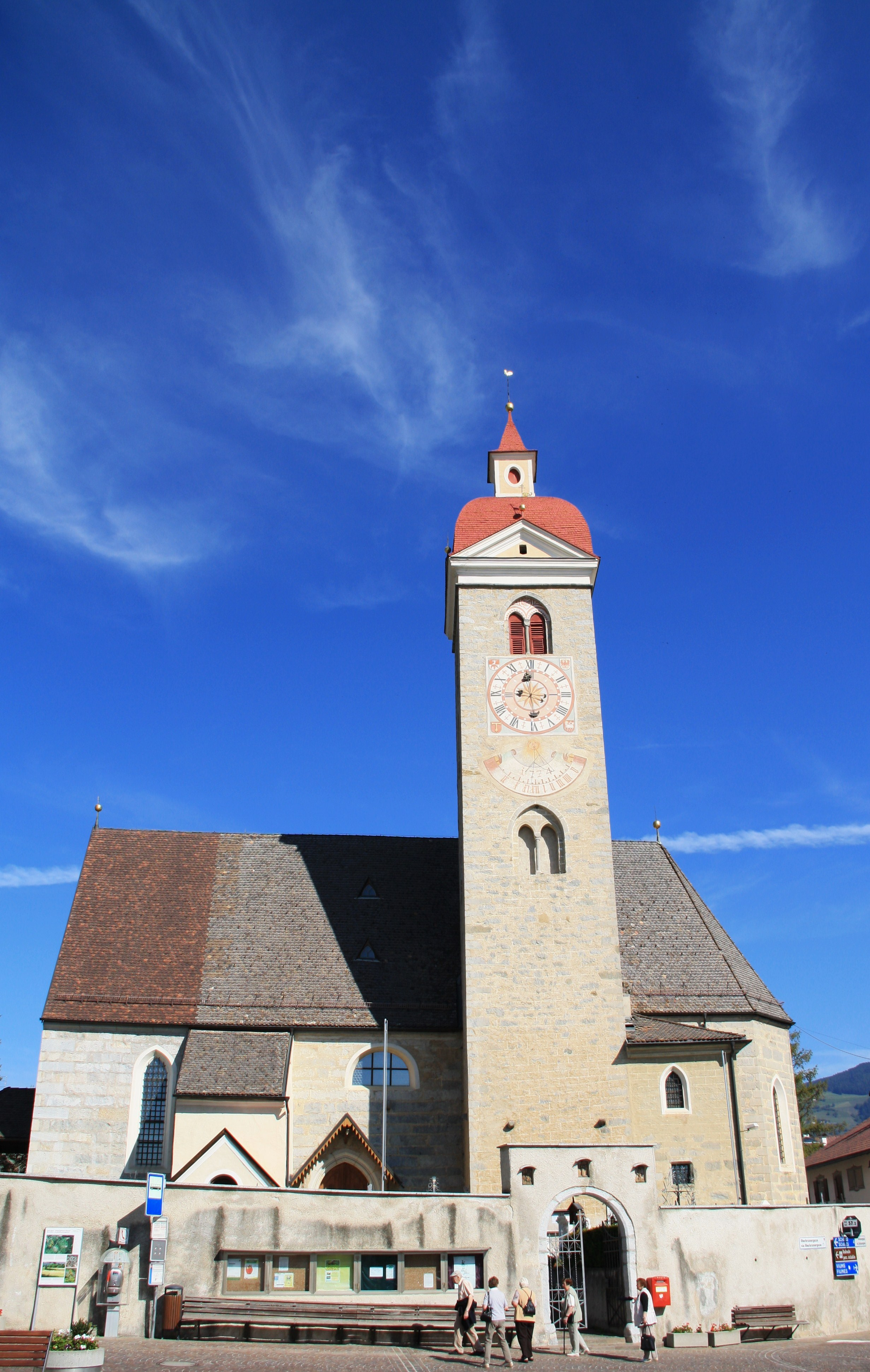
Pfarrkirche St. Philipp und Jakob in Natz

Natz (italienisch Naz) ist ein Dorf in Südtirol und eine Fraktion der Gemeinde Natz-Schabs. Natz bildet neben Schabs den zweiten Hauptort der Gemeinde und ist Sitz der Urpfarre der Gegend. Das Dorf Natz hat etwa 800 Einwohner und liegt auf einer Seehöhe von etwa 890 Meter.
Natz liegt auf einem kleinen von Eisack und Rienz umgrenzten Plateau im Eisacktal wenige Kilometer nördlich von Brixen. Die nächstgelegenen Nachbardörfer sind im Westen Raas und im Norden Viums. Landwirtschaftlich wird das Plateau in erster Linie für den Anbau von Äpfeln genutzt. Daneben ist der Tourismus ein wichtiger Wirtschaftszweig. Das Dorfbild wird einerseits von den Apfelplantagen und andererseits von den vielen Hotels und Gasthöfen geprägt. Ein engmaschiges Netz von Wanderwegen verläuft über das gesamte Plateau.

## Bildung
In Natz gibt es eine Grundschule für die deutsche Sprachgruppe.

## Geschichte
Natz war einst eine eigenständige Gemeinde. 1928 wurde diese um die Ortschaften Elvas und Kranebitt, die der Stadtgemeinde Brixen zugeschlagen wurden, verkleinert. 1929 wurde Natz schließlich mit der Gemeinde Schabs zur neuen Gemeinde Natz-Schabs fusioniert.
In Natz befand sich seit dem Ende des Zweiten Weltkrieges ein Stützpunkt des US-Militärs, wo von 1967 bis 1983 in unterirdischen Bunkern taktische Atomwaffen für die nukleare Teilhabe des NATO-Mitglieds Italiens gelagert wurden (Site Rigel). Diese Anlage wurde 1991 aufgegeben und das 11th US Army Field Artillery Detachment abgezogen. Das Gelände war bis 2011 Eigentum des italienischen Staates, der das Areal dann an das Land Südtirol übertrug. Dieses erteilte wiederum Anfang 2020 der Gemeinde Natz-Schatz eine Nutzungsgenehmigung mit 30-jähriger Dauer. Die Gemeinde plant, aus dem ehemaligen NATO-Stützpunkt ein Naherholungsgebiet zu machen.
Natz ist der Sitz der Urpfarre der alten Pfarre Natz aus der karolingischen Zeit. Die Pfarrkirche in spätgotischem Stil wurde 1208 geweiht. Der Turm wurde aus 1400 Granitquadern erbaut. Der neogotische Hochaltar wird von Holzskulpturen aus dem Jahre 1470 geschmückt, die unter dem Einfluss des Künstlers Michael Pacher entstanden.

## Infrastruktur / Verkehr
Die Buslinie 328 verbindet Natz mit Brixen tagesüber zwischen 7 und 20 Uhr zweimal stündlich (sonntags einmal stündlich).
Im Zentrum von Natz befindet sich ein Lebensmittelgeschäft.

## Natzna Höfe-Spruch
Der alte Natzner Höfe-Spruch ist gleichsam die Topographie der altehrwürdigen Oberpfarre:
Beim Mühlwald isch do Bart,

ban Schabl tian se hart,

ban Löchla isch´s groaße Loch,

do Kößla isch do grobe Zoch.

Ban Seaba sein´s in Wosso,

ban Hoara gibt´s an Wein,

ban Binda schenk´n se ein.

Ban Tauba ischs schian,

Do Scholla isch a Türnschnolla.

Wirt´s Joggls Häusl steaht am Egg.

Ban Wolda isch die Plätzn,

ban Uetze tian sie ban  Soldo oi f…,

ban Meß´na isch do roate Tisch,

in Widn do gibrotne Fisch.

Ban Liandl isch es groaße Haus,

ban Wirt hupfn die Fleach drübo aus.

Do Schirma isch do Besnbinda,

do Grofe isch woll do Roßschinta.

Do Boda hot viel Nussn,

do Schiestl tuat di nuttn pussn.

Ban Rospe isch do longe Monn,

Ban Longe isch koa Stiel in do Pfonn.

Ban Fischberga sein si olle krump,

ban Triachtl sein se olle in Bund und dumm.

Ban Freie sein se net so weise,

ban Klinga sein viel Mäuse.

Ban Hueba sein se olle net so toll,

ban Bangartna gibt’s a Buttoknoll.

Ban Zimm´ra tian se olle potzn,

und ban Linda sein die fettn Rotzn.
Quelle: Schlern-Schriften Nr. 164
Brixner Nr. 258